# Dusona alius
Dusona alius är en stekelart som först beskrevs av Norton 1863.  Dusona alius ingår i släktet Dusona och familjen brokparasitsteklar. Inga underarter finns listade i Catalogue of Life.